# Capella de la Mare de Déu de la Paciència (Orpesa)
L'Església de la Mare de Déu de la Paciència, situada a la plaça de l'Església, d'Orpesa, a la comarca de la Plana Alta, és un edifici catalogat, de manera genèrica, com Bé de Rellevància Local, segons la Disposició Addicional Cinquena de la Llei 5/2007, de 9 de febrer, de la Generalitat, de modificació de la Llei 4/1998, d'11 de juny, del Patrimoni Cultural Valencià (DOCV Núm. 5.449 / 13/02/2007), amb codi: 12.05.085-001.
Pertany a la Diòcesi de Sogorb-Castelló.

## Història
Des de l'inici de l'existència del nucli poblacional d'Orpesa en 1589 (Orpesa existia des d'abans d'aquesta data, però es va quedar despoblada, aquest problema es va solucionar en concedir-li la carta de poblament el 5 d'abril de 1589), la construcció d'una església en la mateixa població va ser una de les seves preocupacions. De fet, en la Carta de Poblament, ja es parla de la necessitat que els pobladors de la zona comptin amb el necessari per realitzar el “culte diví”.
D'aquesta forma Micer Gaspar Mascarós va donar un edifici, que havia estat utilitzat com a hostal, així com tots els ornaments que es necessitessin i que anteriorment eren part del patrimoni de l'antiga església que es va construir en l'inici de la seva existència com a població, la qual es va conservar com a capella de la Mare de Déu de la Defensa, amb els ornaments imprescindibles per poder celebrar i dir missa o bé fer alguna amb oficis.
A l'edifici donat es va establir la que es cridaria parròquia de Sant Jaume, que durant segles va estar en aquest lloc, fins que l'any 1960 es va dur a terme el seu trasllat a un nou punt de la ciutat on es va elevar un temple de nova construcció. Per ordre del papa Pius V, després de la batalla de Lepanto, es va decidir que en aquest aniversari, 7 d'octubre, se celebrés la Mare de Déu del Roser, com a Verge de les Victòries. Més tard, el papa Gregori XIII va recuperar el nom de la Mare de Déu del Roser, advocació que comptava amb una gran devoció des de 1208 per la insistència de Domènec de Guzmán d'utilitzar aquesta oració com a mitjà evangelitzador.
El 25 de setembre de 1619 va haver-hi un atac berberisc a la població d'Oropesa i l'església del poble saquejada i profanada, encara que no se sap amb seguretat si la Capella de la Verge de la Defensa, que se situava als afores del poble, ja pràcticament a la vora del mar, va patir igual sort. Se sap que una de les seves imatges que va aparèixer destrossada va ser traslladada el Baró d'Orpesa Miquel de Cervellón i traslladada a València, on aquest tenia la seva residència principal.
Aquesta imatge de la Verge, que se suposa era de la Verge del Roser, va romandre a València, des de 1619 fins a 1964, any en el qual es va retornar a Orpesa. Durant tots aquests anys aquesta imatge va ser custodiada per les monges del convent de Carmelites descalces de Sant Josep i Santa Teresa, els qui la van reparar i van tenir en devoció, salvo de 1931 a 1941, que es va guardar al domicili de la família valenciana Marco Prats.
La tradició explica que el canvi de Verge de la Defensa, o del Rosari pel de la Mare de Déu de la Paciència es deu al pacient i laboriós treball de les monges per reconstruir la Mare de Déu sobre les restes destrossades de la imatge que els va deixar a la seva cura Miquel de Cervellón. Malgrat tot no es disposa de documentació que acrediti l'assenyalat anteriorment.
A les festes patronals d'octubre del 2014 es va celebrar el 50 aniversari de la tornada de la imatge, convertida en patrona d'Orpesa, així com es va dur a terme l'acte de Coronació Canònica de la Imatge de la Mare de Déu de la Paciència.

## Descripció
Es tracta d'un senzill temple d'una sola nau amb capelles laterals entre contraforts. De la capella destaca internament la mostra de taulellets de l'Alcora del segle xviii i la imatge de la Mare de Déu de la Paciència, datada del segle xvi amb el nom de Mare de Déu del Roser, restaurada a costa del Baró d'Orpesa, Miquel de Cervellón.

## Festes
Se celebren les festes en honor de la Mare de Déu a la fi de setembre i principis d'octubre.
La capella té culte normalment tan sols el primer dissabte de mes.